# زابلي محلة ماهستان (كتول)
زابلي محلة ماهستان (بالفارسية: زابلی‌محله ماهستان) هي قرية تقع في إيران في قسم کتول الریفي. يقدر عدد سكانها بـ 522 نسمة .